# Твид, Шеннон
Шеннон Ли Твид (англ. Shannon Tweed; род. 10 марта 1957) — канадская актриса и модель. Одна из наиболее успешных актрис фильмов категории «Б» в 1980—1990-е годы. Звезда фильмов жанра эротический триллер. Жена бас-гитариста группы Kiss Джина Симмонса. Имеет от него двух детей — Николаса и Софи.

## Ранние годы
Шеннон Ли Твид родилась в Сент-Джонсе, в семье фермера, разводившего норок. Помимо неё в семье было ещё шестеро детей.
В 1978 году Шеннон Твид стала «Мисс Оттава» и заняла третье место на конкурсе «Мисс Канада», выиграв на конкурсе соревнования по пению.

## Карьера
Участие в сериале Thrill of a Lifetime позволило ей позировать для журнала Плейбой, в котором она была выбрана девушкой месяца в ноябре 1981 года, а затем стала девушкой 1982 года. В это время Шеннон Твид стала активно сниматься в целом ряде телевизионных сериалов. Целый сезон она провела в сериале «Фэлкон Крест», сыграла в одной из серий «Придурков из Хаззарда», а затем приняла участие в известном американском сериале «Дни нашей жизни».
Первый фильм Шеннон Твид, вышедший в кинопрокат — молодёжная комедия «Хотдог», вышедшая в 1984 году. С тех пор Твид сыграла в 100 фильмах, включая Детройт — город рока, спродюсированный Джином Симмонсом в 1999 году. Наиболее популярными её фильмами являются эротические триллеры — такие как «Глумление», «Химия тела — 4», «Ночные глаза — 2», «Ночные глаза — 3», «Сексуальный ответ», «Жертва желания».
Хотя данные ленты, как правило, снимались с целью выхода сразу на кассетах, Шеннон Твид стала достаточно популярной актрисой в США.
В 1989—1991 годах она получила главную роль в сериале «Один из десяти» (1st & Ten), где она сыграла вместе с О Джей Симпсоном.
В фильме «Ночные глаза — 3» Шеннон Твид снялась вместе со своей сестрой Трейси Твид, с которой она также появилась на страницах журнала «Плейбой».

## Личная жизнь
После недолгих отношений с Хью Хефнером Твид связала свою жизнь с бас-гитаристом группы «Кисс» Джином Симмонсом. В 1989 году она родила от Симмонса сына — Николаса, а в 1992 — дочь Софи. Твид, Симмонс и их дети участвуют в реалити-шоу, которое называется Gene Simmons Family Jewels.
Шеннон Твид и Джин Симмонс не состояли в официальном браке в течение 28 лет своей совместной жизни. Симмонс был уличён в изменах Твид. Например, в 2008 году в Интернет попала запись полового акта Симмонса с Трейси Коваль.
1 октября 2011 года в пятизвёздочном «Беверли-Хиллз Отеле» на Сансет-бульваре состоялась свадьба Шеннон Твид и Джина Симмонса. Церемонию транслировали в прямом эфире телевидение в рамках нового сезона реалити-шоу «Gene Simmons Family Jewels».